# جيوفري كلارك
جيوفري كلارك (بالإنجليزية: Geoffrey Clarke)‏ هو سياسي أسترالي، ولد في 22 سبتمبر 1903، وتوفي في 17 أكتوبر 1976. حزبياً، نشط في تحالف الليبرالية والريفي. وقد انتخب عضو مجلس النواب جنوب أستراليا من الجمعية عن دائرة Electoral district of Burnside ‏ وقد انضم خلال فترته النيابية (22 يونيو 1946 – 6 مارس 1959)  للكتلة البرلمانية تحالف الليبرالية والريفي.